# Tig Productions
 (octobre 2013).
Si vous disposez d'ouvrages ou d'articles de référence ou si vous connaissez des sites web de qualité traitant du thème abordé ici, merci de compléter l'article en donnant les références utiles à sa vérifiabilité et en les liant à la section « Notes et références ».
Tig Productions est une société américaine de production audiovisuelle, en activité depuis 1990. La société a produit la plupart des films de Kevin Costner.

## Filmographie
- 1990 : Danse avec les loups de Kevin Costner (avec Kevin Costner dans le rôle principal)
- 1990 : The making of Danse avec les loups (TV)
- 1992 : Bodyguard de Mick Jackson : (avec Kevin Costner dans le rôle principal)
- 1994 : Rapa Nui de Kevin Reynolds
- 1994 : Wyatt Earp de Lawrence Kasdan (avec Kevin Costner dans le rôle principal)
- 1995 : Lune rouge de John Bayley
- 1995 : 500 Nations de Jack Leustig (avec Kevin Costner dans le rôle principal)
- 1996 : Petits meurtres entre nous de Jim Wilson
- 1998 : Postman de Kevin Costner (avec Kevin Costner dans le rôle principal)
- 1999 : Une bouteille à la mer de Luis Mandoki (avec Kevin Costner dans le rôle principal)
- 2000 : Pour l'amour du jeu de Sam Raimi (avec Kevin Costner dans le rôle principal)
- 2001 : Treize jours de Roger Donaldson (avec Kevin Costner dans le rôle principal)
- 2004 : Open Range de Kevin Costner (avec Kevin Costner dans le rôle principal)
- 2007 : Mr. Brooks de Bruce A. Evans (avec Kevin Costner dans le rôle principal)
- 2008 : Swing Vote : La Voix du cœur (Swing Vote) de Joshua Michael Stern (avec Kevin Costner dans le rôle principal)